# 特雷斯科雷-巴尔内阿里奥
特雷斯科雷-巴尔内阿里奥（義大利語：Trescore Balneario），是意大利贝加莫省的一个市镇。总面积13.31平方公里，人口9486人，人口密度712.7人/平方公里（2009年）。国家统计（ISTAT）代码为016218。